# Vernee Watson-Johnson
Vernee Watson-Johnson (* 14. Januar 1954 in Trenton, New Jersey als Vernee Watson) ist eine US-amerikanische Filmschauspielerin, Sprecherin und Fernsehschauspielerin.

## Leben
Vernee Watson-Johnson wurde 1954 in Trenton, im US-Bundesstaat New Jersey geboren. Sie schloss ihr Schauspielstudium an der Cathedral High School und der New York University ab.
1970 hatte Watson-Johnson in dem Film Wenn es Nacht wird in Manhattan ihren ersten Auftritt. 1970 stand sie in der Fernsehserie Room 222 erstmals für das Fernsehen vor der Kamera. Ihre erste wiederkehrende Rolle hatte sie 1975 bis 1976 in der Fernsehserie Welcome Back, Kotter. 2013 bis 2024 erhielt Watson-Johnson in der Fernsehserie General Hospital eine wiederkehrende Rolle. Ihr Schaffen für Film und Fernsehen umfasst mehr als 180 Produktionen.
Im Jahr 2005 war Watson-Johnson Zeuge im Kindesmissbrauchsprozess gegen Michael Jackson.
Sie war mit Van Johnson und Joe Duckett verheiratet. Aus der zweiten Ehe hat sie einen Sohn und eine Tochter.

## Filmografie
- 1970: Wenn es Nacht wird in Manhattan (Cotton Comes to Harlem)
- 1970: Room 222 (Fernsehserie, eine Folge)
- 1972: The Corner Bar (Fernsehserie, eine Folge)
- 1972: Geh zur Hölle (Trick Baby)
- 1975: That's My Mama (Fernsehserie, eine Folge)
- 1975–1976: Welcome Back, Kotter (Welcome Back, Fernsehserie, 13 Folgen)
- 1976: Norman… Is That You? (Norman... Is That You?)
- 1976: The Boy in the Plastic Bubble (Fernsehfilm)
- 1977: Das Kind mit den grünen Augen (Green Eyes, Fernsehfilm)
- 1977: Good Times (Fernsehserie, eine Folge)
- 1977: What’s Happening!! (Fernsehserie, eine Folge)
- 1977: Scooby Doo (Scooby's Laff-A Lympics, Webserie)
- 1977–1979: Carter Country (Fernsehserie, 44 Folgen)
- 1977–1980: Captain Caveman and the Teen Angels (Webserie, 40 Folgen, Stimme)
- 1978: Angel Dust – Die tödliche Droge (Death Drug)
- 1978–1984: Love Boat (The Love Boat, Fernsehserie, 4 Folgen)
- 1979: Love's Savage Fury (Fernsehfilm)
- 1979: Das Powerteam – Superman und Co. (Super Friends, Fernsehserie, 2 Folgen, Stimme)
- 1979–1980: Vegas (Vega$, Fernsehserie, 2 Folgen)
- 1979–1981: Fantasy Island (Fernsehserie, 3 Folgen)
- 1980: Eight Is Enough (Fernsehserie, eine Folge)
- 1981: Jede Nacht zählt (All Night Long)
- 1981: Die Macht der Gewalt (The Violation of Sarah McDavid, Fernsehfilm)
- 1981: Die Jeffersons (The Jeffersons, Fernsehserie, eine Folge)
- 1982: American Playhouse (Fernsehserie, eine Folge)
- 1982: Chicago Story (Fernsehserie, eine Folge)
- 1983: The New Scooby and Scrappy-Doo Show (Fernsehserie, eine Folge, Stimme)
- 1984: London and Davis in New York (Fernsehfilm)
- 1984: Punky Brewster (Fernsehserie, eine Folge)
- 1984: Benson (Fernsehserie, 2 Folgen)
- 1985: Polizeirevier Hill Street (Hill Street Blues, Fernsehserie, eine Folge)
- 1985–1986: Foley Square (Fernsehserie, 14 Folgen)
- 1987: G.I. Joe: The Movie (Stimme)
- 1988: Mr. Belvedere (Fernsehserie, eine Folge)
- 1988: College Fieber (A Different World, Fernsehserie, eine Folge)
- 1988: A Pup Named Scooby-Doo (Fernsehserie, eine Folge, Stimme)
- 1989: TV 101 (Fernsehserie, eine Folge)
- 1989: Murphy Brown (Fernsehserie, eine Folge)
- 1989: Familie Munster (The Munsters Today, Fernsehserie, eine Folge)
- 1989: The Robert Guillaume Show (Fernsehserie, eine Folge)
- 1989: Eine schrecklich nette Familie (Married... with Children, Fernsehserie, eine Folge)
- 1990: Just Life (Fernsehfilm)
- 1990: L.A. Law – Staranwälte, Tricks, Prozesse (L.A. Law, Fernsehserie, eine Folge)
- 1990: Nur über meine Leiche (Over My Dead Body, Fernsehserie, 2 Folgen)
- 1990: Close Encounters (Fernsehfilm)
- 1990–1995: Der Prinz von Bel-Air (The Fresh Prince of Bel-Air, Fernsehserie, 15 Folgen)
- 1991: Höllenwut (Hell Hath No Fury, Fernsehfilm)
- 1991: Jail Force
- 1991: Showdown in Little Tokyo
- 1991–1992: Babygeflüster (Baby Talk, Fernsehserie, 20 Folgen, Stimme)
- 1992: Dick van Dyke – Diagnose Mord (Diagnosis Murder, Fernsehfilm)
- 1992: Harrys Nest (Empty Nest, Fernsehserie, eine Folge)
- 1992: Dick van Dyke: Das Mörderhaus (Fernsehfilm)
- 1993: Batman (Batman: The Animated Series, Fernsehserie, 2 Folgen, Stimme)
- 1993: Roc (Fernsehserie, eine Folge)
- 1993: Batman und das Phantom (Batman: Mask of the Phantasm, Stimme)
- 1993–1994: Grace (Grace Under Fire, Fernsehserie, 2 Folgen)
- 1994: Angie
- 1994: Ich und meine Jungs (Me and the Boys, Fernsehserie, eine Folge)
- 1994: Love & War (Fernsehserie, eine Folge)
- 1994: Last Days of Russell (Fernsehfilm)
- 1994, 1996: Animaniacs (Webserie, 2 Folgen, Stimme)
- 1995: CBS Schoolbreak Special (Fernsehserie, eine Folge)
- 1995: Party of Five (Fernsehserie, eine Folge)
- 1995: Captain Planet (Captain Planet and the Planeteerss, Fernsehserie, eine Folge, Stimme)
- 1996: Superman: The Last Son of Krypton (Superman: Last Son of Krypton, Fernsehfilm, Stimme)
- 1996–1997: Sister, Sister (Fernsehserie, 5 Folgen)
- 1996–1997: Superman (Superman: The Animated Series, Fernsehserie, 2 Folgen, Stimme)
- 1996, 2000: Profiler (Fernsehserie, 2 Folgen)
- 1997: Susan (Suddenly Susan, Fernsehserie, eine Folge)
- 1998: Die Steve Harvey Show (The Steve Harvey Show, Fernsehserie, eine Folge)
- 1998: Martial Law – Der Karate-Cop (Martial Law, Fernsehserie, eine Folge)
- 1999: Schatten der Leidenschaft (The Young and the Restless, Fernsehserie, 17 Folgen)
- 1999–2000: Batman of the Future (Batman Beyond, Fernsehserie, 2 Folgen, Stimme)
- 1999, 2004: JAG – Im Auftrag der Ehre (JAG, Fernsehserie, 2 Folgen)
- 2000: Chicken Soup for the Soul (Fernsehserie, eine Folge)
- 2000: The Kid – Image ist alles (Disney’s The Kid)
- 2000: Batman of the Future – Der Joker kommt zurück (Batman Beyond: Return of the Joker, Stimme)
- 2001: Dharma & Greg (Fernsehserie, eine Folge)
- 2001: Alabama Dreams (Any Day Now, Fernsehserie, 2 Folgen)
- 2001: No Turning Back
- 2001: The District – Einsatz in Washington (The District, Fernsehserie, eine Folge)
- 2001: That's Life (Fernsehserie, eine Folge)
- 2001: Emergency Room – Die Notaufnahme (ER, Fernsehserie, 2 Folgen)
- 2001: New York Cops – NYPD Blue (NYPD Blue, Fernsehserie, eine Folge)
- 2001: Jason and the Heroes of Mount Olympus (Fernsehserie)
- 2001, 2003: Static Shock (Fernsehserie, 2 Folgen, Stimme)
- 2002: The Guardian – Retter mit Herz (The Guardian, Fernsehserie, eine Folge)
- 2002: Akte X – Die unheimlichen Fälle des FBI (The X-Files, Fernsehserie, eine Folge)
- 2002: Home Room
- 2002: Antwone Fisher
- 2002: Presidio Med (Fernsehserie, eine Folge)
- 2002: MDs (Fernsehserie, eine Folge)
- 2002: Baby of the Family
- 2003: Hidden Hills (Fernsehserie, eine Folge)
- 2003: Für alle Fälle Amy (Judging Amy, Fernsehserie, eine Folge)
- 2003: Malcolm mittendrin (Malcolm in the Middle, Fernsehserie, eine Folge)
- 2003: The West Wing – Im Zentrum der Macht (The West Wing, Fernsehserie, eine Folge)
- 2003: Port Charles (Fernsehserie, eine Folge)
- 2003: The Lyon's Den (Fernsehserie, eine Folge)
- 2004: Soul Food (Fernsehserie, eine Folge)
- 2004: Jack & Bobby (Fernsehserie, eine Folge)
- 2004: Admissions
- 2004: Verrückte Weihnachten (Christmas with the Kranks)
- 2004–2015: Two and a Half Men (Fernsehserie, 4 Folgen)
- 2005: CSI: Vegas (CSI: Crime Scene Investigation, Fernsehserie, eine Folge)
- 2005: The Bernie Mac Show (Fernsehserie, eine Folge)
- 2005: Eve (Fernsehserie, eine Folge)
- 2005: Legend of Frosty the Snowman (The Legend of Frosty the Snowman, Stimme)
- 2005: Close to Home (Fernsehserie, eine Folge)
- 2006: Die Prophezeiungen von Celestine (The Celestine Prophecy)
- 2006: The TV Set
- 2006: Garfield 2 (Garfield: A Tail of Two Kitties)
- 2006: Lucas, der Ameisenschreck (The Ant Bully, Stimme)
- 2006: Desperate Housewives (Fernsehserie, eine Folge)
- 2006: Dexter (Fernsehserie, eine Folge)
- 2006: Ghost Whisperer – Stimmen aus dem Jenseits (Ghost Whisperer, Fernsehserie, eine Folge)
- 2006–2007: Studio 60 on the Sunset Strip (Fernsehserie, 2 Folgen)
- 2006–2016: The Big Bang Theory (Fernsehserie, 6 Folgen)
- 2007: Eyes (Fernsehserie, eine Folge)
- 2007: Zeit der Sehnsucht (Days of Our Lives, Fernsehserie, 9 Folgen)
- 2007: The Boondocks (Fernsehserie, eine Folge, Stimme)
- 2008: Without a Trace – Spurlos verschwunden (Without a Trace, Fernsehserie, eine Folge)
- 2008: Shark (Fernsehserie, eine Folge)
- 2008: Cold Case – Kein Opfer ist je vergessen (Cold Case, Fernsehserie, eine Folge)
- 2008: Good Behavior (Fernsehfilm)
- 2009: The Nation
- 2009: Southland (Fernsehserie, 2 Folgen)
- 2009: Criminal Minds (Fernsehserie, eine Folge)
- 2009: Applause for Miss E (Fernsehfilm)
- 2009: Raising the Bar (Fernsehserie, eine Folge)
- 2010: Melissa & Joey (Fernsehserie, eine Folge)
- 2010: Dr. House (House, Fernsehserie, 2 Folgen)
- 2011: Life of Lemon
- 2011: Meine Schwester Charlie (Good Luck Charlie, Fernsehserie, eine Folge)
- 2011: The Mentalist (Fernsehserie, eine Folge)
- 2011: Castle (Fernsehserie, eine Folge)
- 2011: Reed Between the Lines (Fernsehserie, eine Folge)
- 2011: Nocturnal Agony
- 2012: Ben and Kate (Fernsehserie, eine Folge)
- 2012: Animal Practice (Fernsehserie, eine Folge)
- 2013: A.N.T.: Achtung Natur-Talente (A.N.T. Farm, Fernsehserie, eine Folge)
- 2013: Suburgatory (Fernsehserie, eine Folge)
- 2013: Highland Park
- 2013: Suit Up (Fernsehserie, 6 Folgen)
- 2013: Mr. Box Office (Fernsehserie, eine Folge)
- 2013: Beyond the Heavens (Barlowe Mann)
- 2013: Ironside (Fernsehserie, eine Folge)
- seit 2013: General Hospital (Fernsehserie)
- 2014: Teen Wolf (Teen Wolf (stiles è il migliore), Fernsehserie, eine Folge)
- 2014: Love That Girl! (Fernsehserie, eine Folge)
- 2014: Jessie (Fernsehserie, eine Folge)
- 2014: Key & Peele (Fernsehserie, eine Folge)
- 2014: Selfie (Fernsehserie, eine Folge)
- 2014: The Exes (Fernsehserie, eine Folge)
- 2015: Fresh Off the Boat (Fernsehserie, eine Folge)
- 2015: How Not to Propose (Fernsehfilm)
- 2015: A Man Called Jon
- 2016: Rush Hour (Fernsehserie, eine Folge)
- 2016: The Middle (Fernsehserie, eine Folge)
- 2016: Mike & Molly (Fernsehserie, eine Folge)
- 2016: Odd Couple (The Odd Couple, Fernsehserie, eine Folge)
- 2016: Archer (Fernsehserie, eine Folge, Stimme)
- 2016: School of Rock (Fernsehserie, 2 Folgen)
- 2016: Navy CIS (Navy NCIS, Fernsehserie, eine Folge)
- 2017: Grace and Frankie (Fernsehserie, eine Folge)
- 2017, 2019: Young Sheldon (Fernsehserie, 2 Folgen)
- 2018: Atlanta Medical (The Resident, Fernsehserie, eine Folge)
- 2018: Home by Spring (Fernsehfilm)
- 2018: Superstore (Fernsehserie, eine Folge)
- 2019: Rel (Fernsehserie, eine Folge)
- 2019: Clemency
- 2019: Team Kaylie (Fernsehserie, eine Folge)
- 2019: The Mandela Effect
- 2019–2023: Bob Hearts Abishola (Bob ❤ Abishola, Webserie, 79 Folgen)
- 2021: Craig of the Creek (Fernsehserie, eine Folge, Stimme)
- 2022: Bel-Air (Fernsehserie, eine Folge)